# Miss International Queen
Miss International Queen è il concorso di bellezza più grande e prestigioso al mondo per che premia donne transgender provenienti da diverse parti del mondo. Si tiene ogni anno nel Tiffany Cabaret di Pattaya, in Thailandia dal 2004.
Il fine ultimo del concorso è quello di mettere l'accento alla consapevolezza sui diritti delle persone LGBTQ e Transgender e all'uguaglianza sia nella società che nel lavoro, mentre tutti i guadagni e gli introiti monetari della trasmissione televisiva vanno alla Royal Charity AIDS Foundation of Thailand.
L'attuale Miss International Queen, vincitrice della 16ª edizione del concorso, è la filippina Fuschia Anne Ravena, incoronata il 25 giugno 2022